# Глас Истре
Глас Истре су хрватске дневне новине из Пуле чије је прво издање изашло 18. августа 1943. године.
Утемељен је у партизанима, а први број штампан је у околини Цриквенице као антифашистичко гласило народа Истре. Током рата објављено је 35 бројева у илегалним штампаријама које су се селиле од северне Истре до Горског котара.
Поводом 20. годишњице штампања првог броја листа Гласа Истре, на кући у којој се онда налазила штампарија, постављена је 18. августа 1963. године плоча на којој су урезане речи:
У тами тајног склоништа овог дома заискриле су мисли писане ријечи, из мрака се огласио глас народа "Глас Истре"...
Од 1. новембра 1969. почео је да излази као дневне новине, а од априла 1989. излази и недељом.
Новине су током дужег раздобља деловале у склопу ријечког Новог листа, а с временом се сарадња свела на размену прилога и текстова. У раздобљу од 1979. до 1991. главни уредници Новог листа били су и уредници Гласа Истре. Током деведесетих пулски се Глас Истре осамосталио по питању уређивања свих страница новине и припреме за штампу. Највећи тираж (око 28.000 примерака) постигао је 1988. године.
Битну улогу лист је играо током деведесетих као један од ретких независних дневних листова у Хрватској. Последњих неколико година развијена је сарадња локалних тисканих новина - Гласа Истре, Новог листа, Задарског листа и Гласа Славоније - с циљем опстанка на тржишту којим влада монопол двеју медијских група.
Седиште Гласа Истре налази се у Пули, има дописништва у Ровињу, Поречу, Пазину, Лабину, Трсту и Загребу. Штампа се у Новом листу у Ријеци.
Сатирично хумористични прилог листа Ла Кост излази четвртком, средом Трезор, затим прилози Спорт недјељом и Спорт понедјељком, суботом излази урбани политичко-феноменолошки подлистак Зоом а петком Истра плус, прилог с истарским темама, репортажама и занимљивостима. Прилог Аутомото излази сваког уторка на осам страница и читаоцима редовно приређује вести, тестове аутомобила/мотоцикала и остале теме из ауто-мото индустрије те домаћег аутомото спорта. Једном месечно објављује прилог за децу Ружмарин и прилог Море.

## Главни уредници
- Анте Дрндић Стипе (1943-1944)
- Љубо Дрндић, Зване Чрња, Зденко Штамбук, Владимир Швалба - Вид и Федор Оленковић
- Анђелка Турчиновић Додић (1946-1948)
- Шанто Крањац (1948-1949, 1952-1953, 1963-1966)
- Јуст Иветац (1950)
- Ема Дероси (1953)
- Марио Хреља (1953-1962)
- Бранка Могоровић (1966-1968)
- Жељко Жмак (1968-1971, 1975-1979, 1993-1994, 1999, 2006)
- Иве Сиљан (1971-1973, 1975-1976)
- Милан Раковац (1973-1975)
- Мирослав Синчић (1991-1992)
- Игор Брајковић (1994-1999)
- Ени Амброзић (2000-2006)
- Дражен Добрила (2006-2010)
- Ранко Боровечки (од 2010)